# Kansas City Open 1972
Il Kansas City Open 1972 è stato un torneo di tennis giocato su campi in sintetico indoor. È stata la 1ª edizione del torneo, che fa parte del Commercial Union Assurance Grand Prix 1972. Si è giocato a Kansas City negli Stati Uniti, dal 31 gennaio al 6 febbraio 1972.

## Campioni

### Singolare
Tom Edlefsen ha battuto in finale  Erik Van Dillen con il punteggio di 6–3, 6–3

### Doppio
Ilie Năstase /  Ion Țiriac hanno battuto in finale  Andrés Gimeno /  Manuel Orantes con il punteggio di 6–7, 6–4, 7–6